# Lucanus barbarossa
Lucanus barbarossa (лат.) — крупный европейский жук рода Lucanus из семейства рогачей.

## Систематика
Данный вид не стоит путать с другим близкородственным видом — Lucanus ibericus, одним из синонимичных названий которого является «Lucanus barbarossa» (Burmeister, 1847).
Лопес-Колон (англ. López-Colón) в 2000 году отнёс этот вид к роду Pseudolucanus.

## Описание

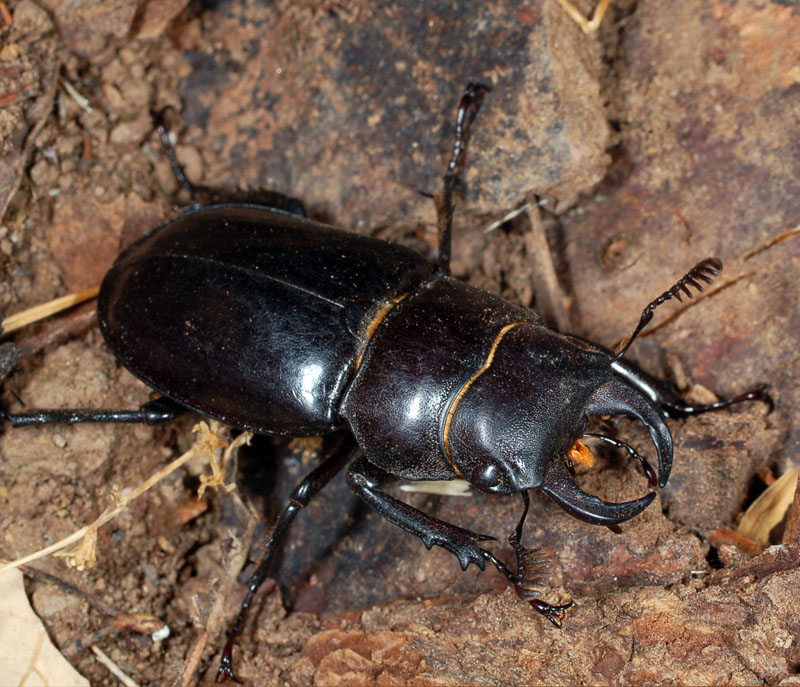
Самец

Тело уплощенное, длиной 22—40 мм. Голова самцов с угловато выступающими щеками и высоким килем. Мандибулы достигают иногда значительных размеров, превышающих длину остальной части головы. Выражен половой диморфизм.
Окраска жуков смоляно-чёрная. Самцы с красновато-коричневыми мандибулами, но иногда весь жук может быть окрашен в тёмно-коричневый или смоляно-чёрный цвет. Усики коленчатые — 1-й членик усика непропорционально большой, а 2-й членик прикрепляется к нему не по центру, несколько смещаясь вперёд. Булава усиков 6-члениковая. Глаза цельные и заметно разделены щечными выступами. Передние тазики ног относительно широко отделены друг от друга. Передние голени сверху без килей или продольных бороздок. Задние голени с 3 шипами по наружному краю.

## Ареал
Обитает на территории Испании, Португалии, Марокко и Алжира.
Вид найден на всей средиземноморской части Испании, встречаясь в общей сложности в 40 провинциях на территории страны. Северная граница ареала проходит в окрестностях Кантабрийских гор и Пиренеев, за исключением местности в провинции Гипускоа, а также несколько населенных пунктов в провинции Уэска.
В Португалии насчитывается около 12 известных мест обитания вида, преимущественно на севере и в центральных районах страны.

## Местообитание
В Испании вид встречается в широколиственных лесах средиземноморского типа, в основном, на высотах более 400 м. н.у.м., а также горных лесах на высотах около 750 м н.у.м. Также встречается на открытых ландшафтах поросших кустарниками с редкими деревьями.

## Жизненный цикл
Личинки питаются разлагающейся древесиной дубов, а также, вероятно, некоторых других лиственных пород деревьев.